# Dieppe-sous-Douaumont
Dieppe-sous-Douaumont ist eine französische Gemeinde mit 193 Einwohnern (Stand: 1. Januar 2022) im Département Meuse in der Region Grand Est (vor 2016: Lothringen). Die Gemeinde gehört zum Arrondissement Verdun und zum Kanton Belleville-sur-Meuse. 

## Geographie
Dieppe-sous-Douaumont liegt etwa 17 Kilometer nordöstlich von Verdun entfernt. Umgeben wird Dieppe-sous-Douaumont mit den Nachbargemeinden Bezonvaux im Westen und Norden, Maucourt-sur-Orne und Mogeville im Norden, Morgemoulin im Osten, Fromezey im Osten und Südosten, Abaucourt-Hautecourt im Südosten und Süden, Damloup im Süden und Südwesten sowie Vaux-devant-Damloup im Südwesten und Westen.

## Bevölkerungsentwicklung
| Jahr                       | 1962 | 1968 | 1975 | 1982 | 1990 | 1999 | 2006 | 2019 |
| Einwohner                  | 218  | 206  | 172  | 183  | 170  | 150  | 165  | 195  |
| Quellen: Cassini und INSEE |      |      |      |      |      |      |      |      |

## Sehenswürdigkeiten
- Kirche Saint-Pierre-et-Saint-Paul, 1925/26 wiedererrichtet

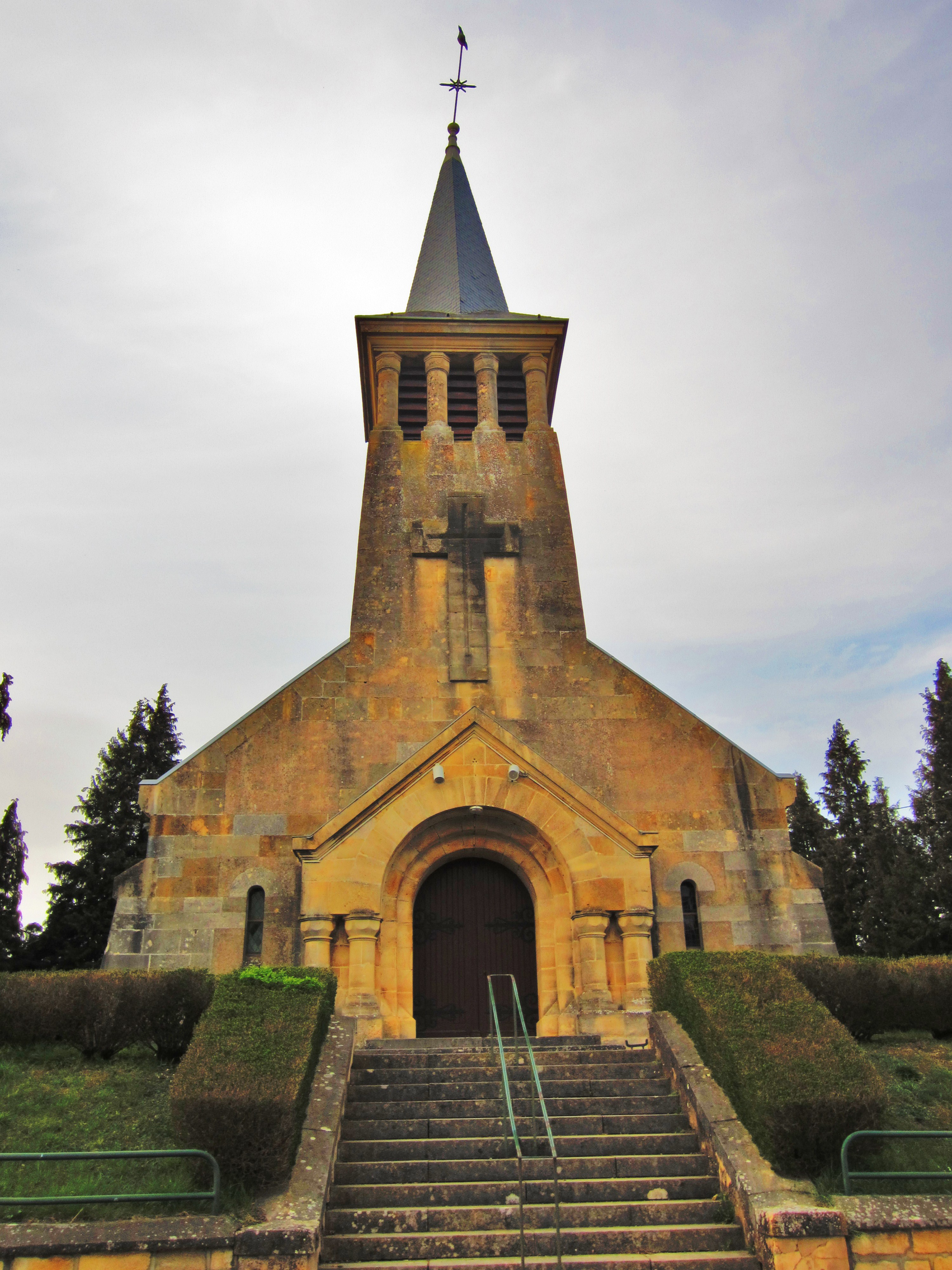
Kirche Saint-Pierre-et-Saint-Paul